# Piotr II (hospodar mołdawski)
Piotr II (rum. Petru al II-lea; zm. 1449) – hospodar Mołdawii w latach 1444–1445, 1447 i 1448–1449 z rodu Muszatowiczów.
Był synem hospodara Aleksandra Dobrego. W 1444 wystąpił przeciwko swemu bratu Stefanowi II i został przez niego dopuszczony do współrządów, jednak już wkrótce został przez niego pokonany i odsunięty. Powrócił na tron na krótko w 1447, a następnie – wspomagany przez Jana Hunyadego, którego siostrę poślubił – w 1448. Rewanżem za pomoc Hunyadego w odzyskaniu tronu było oddanie Węgrom ważnego portu Kilia, kluczowego w handlu czarnomorskim, którego szlaki przebiegały przez Mołdawię. Rok później został odsunięty z tronu za sprawą Polaków popierających Aleksandra II (bratanka Stefana, syna Eliasza I).